# Mi találtuk fel
A mi találtuk fel bizonyos értelemben a nem mi találtuk fel ellentéte vagy kiegészítője. Lényege a saját közösség által végzett munka, áru, találmányok, ötletek lebecsülése. A szervezet, közösség inkább nagy, mint kicsi, nagyobb vállalatok, vagy akár egész országok, társadalmak lehetnek foglyai.
Egy szervezet, illetve közösség vezetősége elutasítja, sőt bünteti a szervezetben végzett fejlesztéseket, újításokat. Ennek több oka is lehet, például az, hogy a vezetőség nem bízik a beosztottjaiban, vagy az, hogy bűnbakot akarnak képezni. Ennek egyik következménye, hogy az újítások előnyeit csak a vezetőség élvezheti, így a beosztottak további költségeket fizetnek, a jóakarat hiányát érzik és kevesebb tapasztalatot is szereznek.
Egy mondat, ami kifejezi az efféle vélekedést: Nem lehet valami értékes, ha mi közülünk valaki találta fel.

## Példák
A hozzáállásra példa, ha egy áru csak azért értékesebb, mert külföldön készült, és nem azért, mert jobb minőségű.
Egy másik példa, ha egy feltaláló a hazájában nem talál támogatókra, pedig lenne, aki vagyonával segíthetne neki megvalósítani, mégis elutasítják. Ehelyett külföldre kell mennie, és ott próbálkoznia.
Egy nyelvbe rengeteg idegen szó áramlik, amiket hiába próbálnak meg néhányan lecserélni, a többség kitart az idegen szavak mellett, mert azok divatosabbak.
A nem mi találtuk fel hozzáállással együtt egy maradi, saját hatalmát féltő vezetőség képe sejlik fel.
Bibliai példa, hogy Jézust azért nem fogadták el a saját falujában, mert közülük való volt. Lásd: Máté Evangéliuma 13,54-58

## Fordítás
Ez a szócikk részben vagy egészben  az   Invented here című angol Wikipédia-szócikk fordításán alapul.  Az eredeti cikk szerkesztőit annak laptörténete sorolja fel. Ez a jelzés csupán a megfogalmazás eredetét és a szerzői jogokat jelzi, nem szolgál a cikkben szereplő információk forrásmegjelöléseként.